# Expedição de Cabinda
A Expedição de Cabinda foi uma ação militar realizada por Portugal, partindo do Brasil, contra posições inglesas estabelecidas em Cabinda. Foi o único conflito registrado entre lusitanos e ingleses durante o reinado do rei D. João V de Portugal.

## Antecedentes
Em 1722, com o apoio do rei de Angoio, ingleses estabeleceram um entreposto na localidade de Cabinda, com o objetivo de substituir a presença portuguesa na região. Historicamente, a costa ocidental africana era um centro de interesses de comerciantes e contrabandistas, especialmente em relação ao comércio de escravos, com os portugueses sendo pioneiros nessa atuação, devido ao seu também pioneirismo nas Grandes navegações. 
O governo colonial de Angola, então, relatou por carta ao rei D. João V de Portugal sobre a situação. Diante disso, o monarca levou a situação ao Conselho Ultramarino, para discutir sobre as medidas cabíveis para a situação. 

## Expedição
O Conselho Ultramarino decidiu realizar uma expedição com o objetivo de expulsar os ingleses, que deveria partir do território brasileiro. O governador-geral do Brasil, Vasco Fernandes César de Meneses, é convocado para mobilizar tropas para serem utilizadas na expedição, além de disponibilizar embarcações da armada do Brasil para a atuação naval da expedição.  
A 16 ou 17 de Maio de 1723, partiram do Rio Tejo as naus Nossa Senhora da Madre de Deus, de 60 peças e a Nossa Senhora da Atalaia, de 52 peças, junto a 16 navios mercantes com destino à Baía. A frota era comandada pelo capitão de mar e guerra José de Semedo Maia, acompanhado pelo experiente comandante paraense Estêvão José de Almeida. Após chegar a Nossa Senhora da Atalaia foi enviada para a Angola com a missão de destruir um forte construído pelos ingleses. Semedo chegou a Luanda no dia 12 de setembro, e rumou ao norte no dia 6 de outubro, em busca de reconhecer a área ocupada pelos ingleses.
Após duas semanas, a embarcação constatou que as posições inglesas constavam com: um forte recém construído armado com 30 peças de artilharia; duas corvetas (sloop-of-war) com menos de 18 peças de artilharia cada uma e uma embarcação de mercadorias. Assim carregando os termos das ordens de D. João V, a Nossa Senhora de Atalaia, comandada por Estêvão José de Almeida, exigiu a entrega do forte inglês. 
Com a recusa dos ingleses, o comandante paraense abriu fogo, inicialmente, contra as duas embarcações inglesas, o que forçou as tripulações a abandonarem os navios e fugirem para o forte. Após isso, a embarcação lusitana e o forte inglês protagonizaram dois dias de intenso fogo, até a rendição inglesa. Em troca da rendição, os ingleses solicitaram as embarcações capturadas pelos luso-brasileiros, que foram utilizadas para retornarem a Europa.
Assim, após tomar posse da fortificação (mantida pelos portugueses desde então), Portugal reafirmou sua posição na costa ocidental africana e no comércio do atlântico sul, enquanto nenhum protesto inglês foi enviado a D. João V.